# Saraya Ansar al-Sunnah
Saraya Ansar al-Sunna (en arabe : سرايا أنصار السنة, « Brigade des partisans de la Sunna ») est un groupe armé salafiste djihadiste apparu en janvier 2025 en Syrie.

## Fondation
Le groupe Saraya Ansar al-Sunnah annonce sa fondation fin janvier 2025, deux mois après la chute du régime Assad,. Hostile aux alaouites, aux chiites et aux chrétiens, il pourrait avoir été formé par des déserteurs de Hayat Tahrir al-Cham et des djihadistes mécontents de la politique menée par Ahmed al-Charaa. 
Dans ses premiers communiqués, publiés sur Telegram, le groupe critique Ahmed al-Charaa en l'accusant d'être un « agent » américain et d'avoir fait preuve d'un « laxisme excessif », notamment pour avoir aministié d'anciens responsables du régime de Bachar el-Assad. 
Dans un autre message publié le 10 mai, le groupe déclare être actif à Tripoli, au Liban, mais aucune attaque n'est perpétrée dans cette ville dans les semaines qui suivent.

## Organisation
Saraya Ansar al-Sunnah est dirigé par Abou Aïcha al-Chami, qui serait un ancien membre de Hayat Tahrir al-Cham et un autre de ses chefs serait un ancien commandant de Hourras al-Din. En juin 2025, le groupe affirme compter dans ses rangs 1 000 combattants.

## Actions
En mars 2025, Saraya Ansar al-Sunnah annonce avoir mené des attaques contre les alaouites lors des massacres de la côte syrienne,. Il revendique ensuite l'attentat de l'église Saint-Élie de Damas, commis le 22 juin 2025,. Malgré cette revendication, le groupe État islamique reste accusé par les autorités syriennes